# زیردریایی تیپ جی۱
زیردریایی تیپ جی۱ (به انگلیسی: Type J1 submarine) یک زیردریایی است که طول آن ۳۲۰ فوت (۹۸ متر) می‌باشد.